# Кампесо
Кампесо, Кампесу (ісп. Campezo, баск. Kanpezu) — муніципалітет в Іспанії, у складі автономної спільноти Країна Басків, у провінції Алава. Населення — 1118 осіб (2009).
Муніципалітет розташований на відстані близько 280 км на північний схід від Мадрида, 30 км на південний схід від Віторії.
На території муніципалітету розташовані такі населені пункти: Антоньяна, Буханда, Орбісо, Отео, Санта-Крус-де-Кампесо/Сантікуруце-Кампесу (адміністративний центр).

## Демографія
Динаміка населення (INE ):

## Галерея зображень

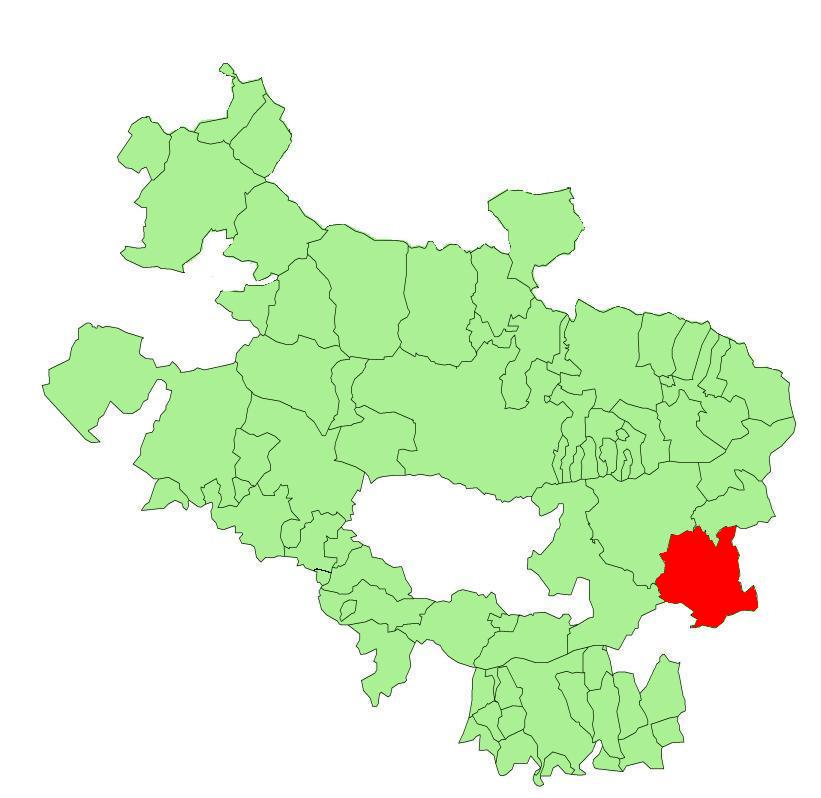
Розташування муніципалітету
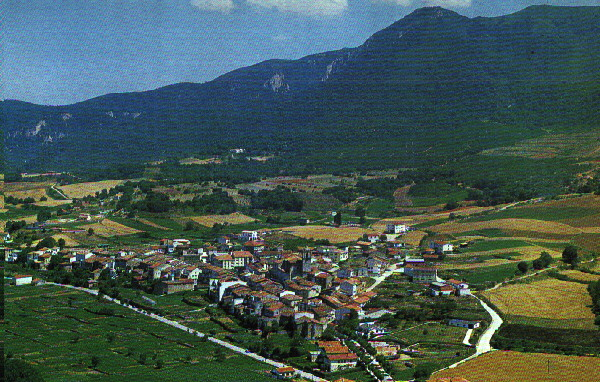
Санта-Крус-де-Кампесо
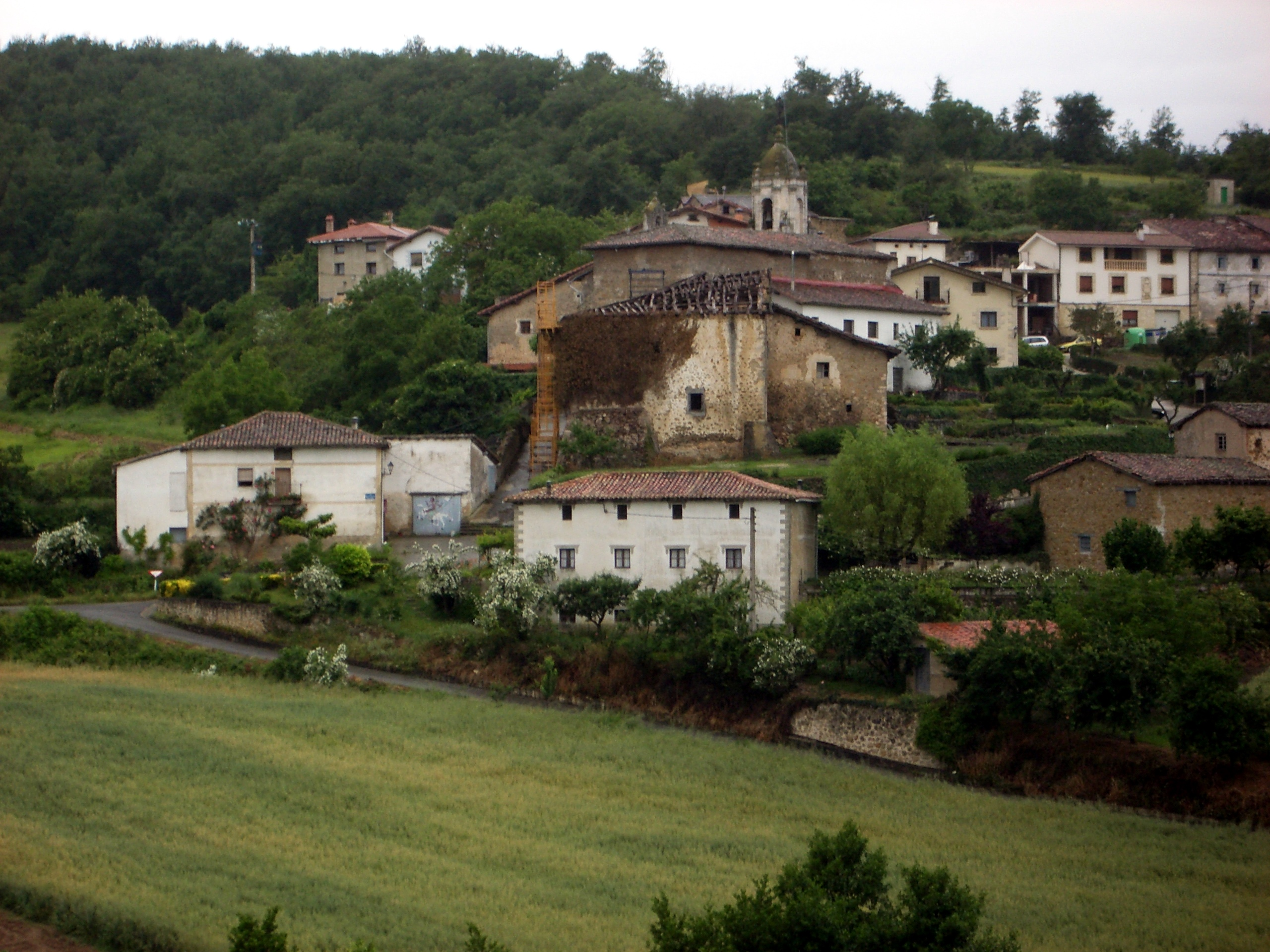
Буханда